# Ратвај
Ратвај (слч. Ratvaj) насељено је мјесто са административним статусом сеоске општине (слч. obec) у округу Сабинов, у Прешовском крају, Словачка Република.

## Становништво
| Година:    | 1994. | 2004.   | 2014.   | 2024.    |
| ---------- | ----- | ------- | ------- | -------- |
| Број људи: | 131   | 143     | 141     | 163      |
| Разлика:   |       | +9,16 % | -1,39 % | +15,60 % |

| Година:    | 2023. | 2024.   |
| ---------- | ----- | ------- |
| Број људи: | 162   | 163     |
| Разлика:   |       | +0,61 % |

Према подацима о броју становника из 2011. године насеље је имало 140 становника.